# 진도 상만리 오층석탑
진도 상만리 오층석탑(珍島 上萬里 五層石塔)은 대한민국 전라남도 진도군 임회면 상만사터라고 전해지는 곳에 서 있는 고려시대의 오층석탑이다. 1972년 1월 29일 전라남도의 유형문화재 제10호로 지정되었다.

## 개요
상만사터라고 전해지는 곳에 서 있는 탑으로, 현재는 이 곳에 구암사라는 새 절이 생겨 탑을 보호, 관리하고 있다.
형태는 2층 기단(基壇)에 5층의 탑신(塔身)을 올린 모습이다. 위층기단과 탑신의 몸돌에는 희미하게 기둥모양을 새겼는데 특히 몸돌 부분은 거의 알아볼 수 없을 정도이다. 지붕돌은 밑면의 받침이 1층부터 4층까지는 3단씩이고, 5층은 2단으로 줄었다. 꼭대기에는 노반(露盤:머리장식받침)위로 보주(寶珠:꽃봉오리모양의 장식)가 남아 머리장식을 하고 있다.
전체적으로 통일신라 석탑양식을 따르고 있으나, 조각기법이 거의 형식적으로 변하고, 지붕돌 받침의 수가 일정하지 않아 고려 시대에 세운 것으로 추정된다.

## 참고 자료
- 진도상만리오층석탑 - 국가유산청 국가유산포털